# Count on Me
"Count on Me" er en sang af Bruno Mars fra hans album Doo-Wops & Hooligans (2010). Den blev udgivet som single den 7. november, 2011.
| Musik | Spire Denne musikartikel er en spire som bør udbygges. Du er velkommen til at hjælpe Wikipedia ved at udvide den. |